# Miłek wiosenny

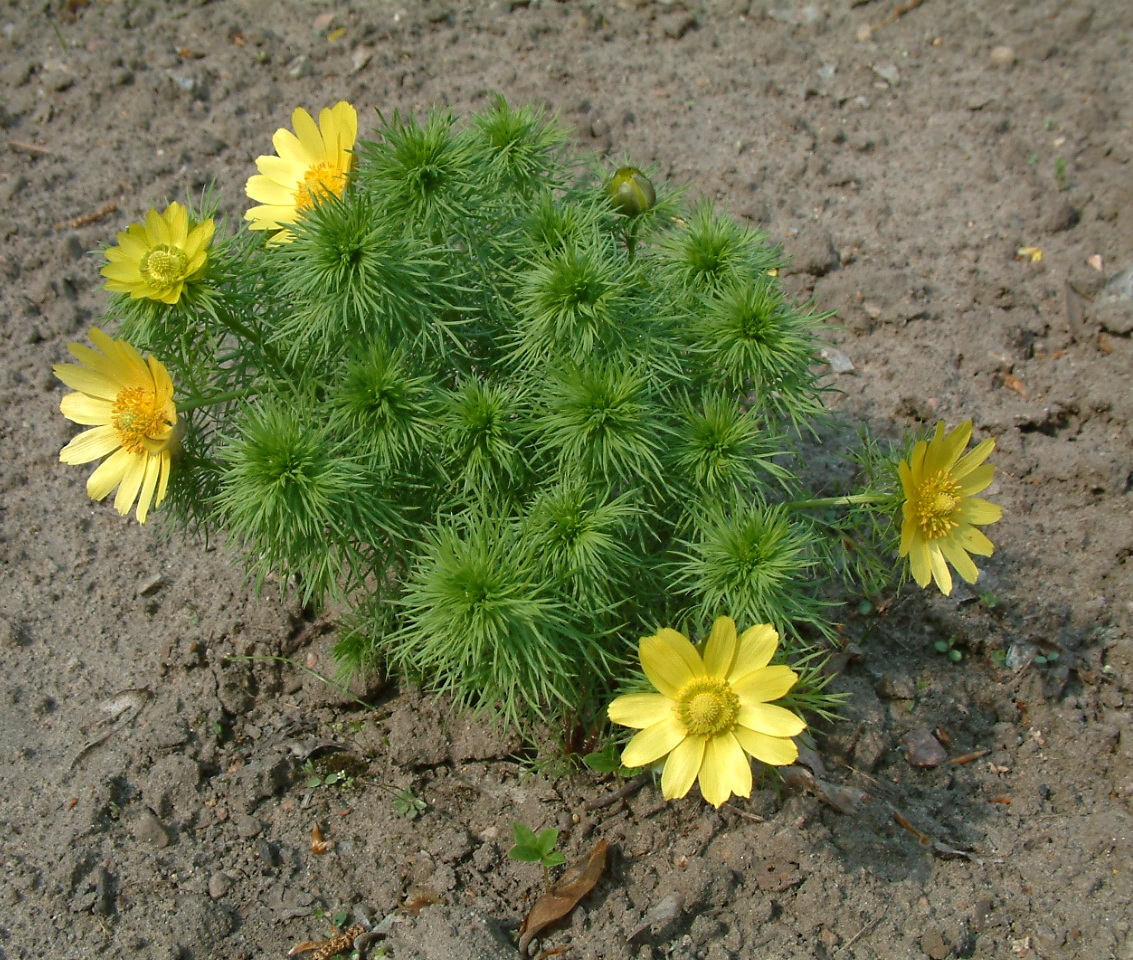
Pokrój

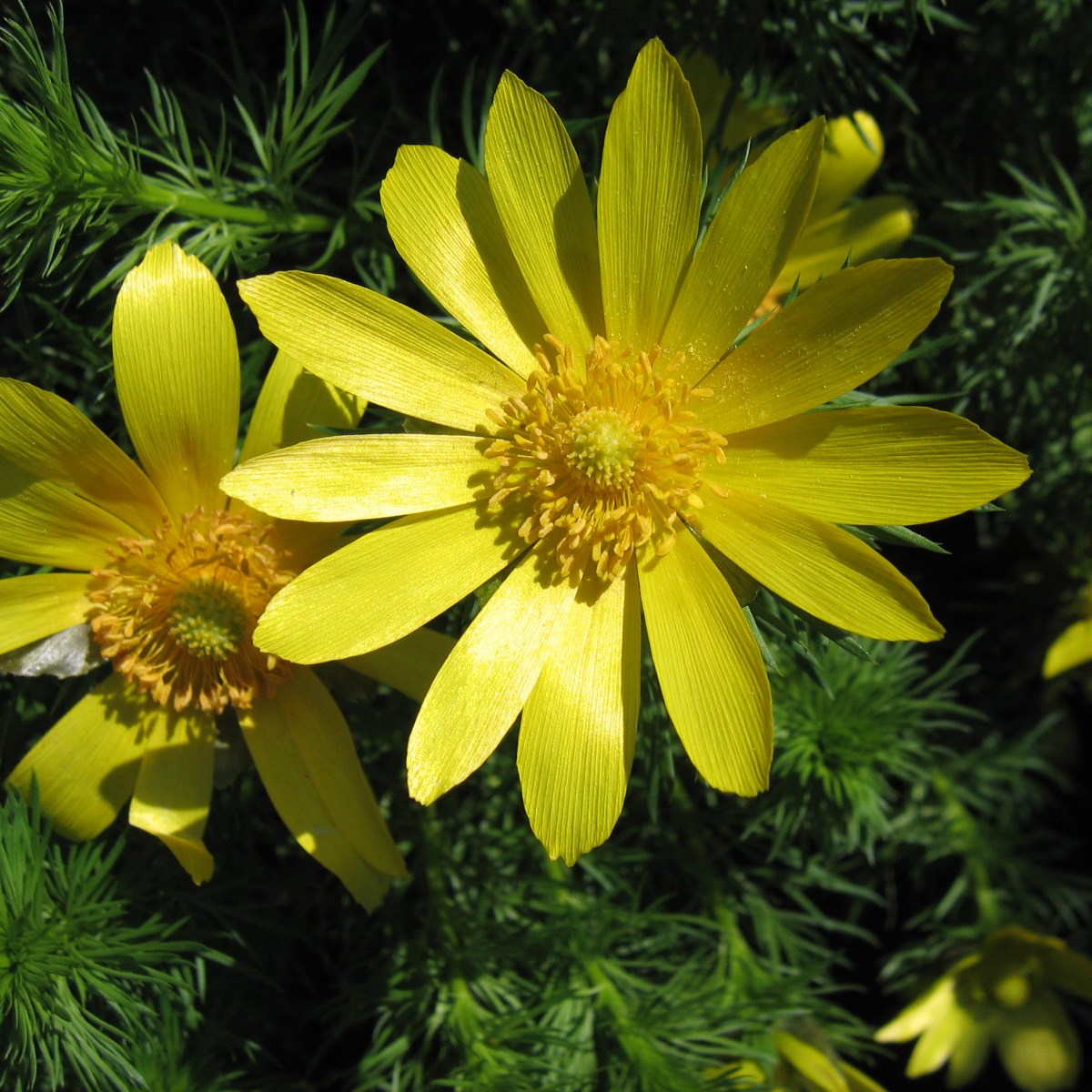
Kwiaty

Miłek wiosenny (Adonis vernalis L.) – gatunek rośliny należący do rodziny jaskrowatych. Występuje w stanie dzikim na większości terytorium Europy oraz w Azji (Kaukaz, Zakaukazie i wschodnia Syberia). W Polsce na Wyżynie Lubelskiej i w Małopolsce, lokalnie na Pojezierzu Krajeńskim.

## Morfologia
PokrójRoślina zielna osiągająca od 20 do 40 cm wysokości.
ŁodygaZa młodu delikatnie owłosiona, później naga. Prosto wzniesiona i rozgałęziająca się, z odgałęzieniami także prosto wzniesionymi.
KorzeńTęgi, czarnobrunatny i rozgałęziony.
LiścieOdziomkowe i na dolnej części łodygi łuskowate i brunatne. Wyżej na pędzie liście są zielone, siedzące, o blaszkach silnie podzielonych 2–4-krotnie na bardzo wąskie łatki osiągające do 2 cm długości. Blaszki liści są nagie lub z rzadkimi włoskami.
KwiatyRozwijają się pojedynczo na szczytach łodyg i jej rozgałęzień. Działki kielicha w liczbie 5–8, są miękko owłosione, szerokojajowate do okrągławych. Osiągają ok. połowy długości płatków. Płatki korony w liczbie 10–20 są złotożółte. Mają kształt jajowato wydłużony, na szczycie są zaostrzone i piłkowane. Osiągają od 2 do 4 cm długości. Pręciki są liczne i znacznie krótsze od płatków. Słupki także liczne, z zalążnią jednokomorową i pojedynczym zalążkiem.
OwoceZwykle gęsto owłosione orzeszki o długości 4–5 mm i 2,5–3,5 mm szerokości, odwrotnie jajowate (prawie kuliste) i zakończone haczykowatym dzióbkiem o długości do 1 mm. Owoce zebrane są w kulistawo jajowaty owoc zbiorowy.

## Ekologia i biologia
Bylina, hemikryptofit. Wzrost roślin jest powolny; kwitnąć zaczynają po osiągnięciu trzeciego lub czwartego roku życia. Kwitnienie ma miejsce od kwietnia do maja i czasem powtórnie jesienią. Kwiaty są przedsłupne i otwierają się w czasie słonecznej pogody. Wabią owady różnych grup systematycznych (błonkoskrzydłe, muchówki i chrząszcze) lśniącymi płatkami, które w ultrafiolecie widocznym dla owadów są dodatkowo kreskowane. Jednonasienne owoce rozprzestrzeniane są przez mrówki wabione elajosomem. Rola tych owadów jest istotna ze względu na często gęstą darń traw na stanowiskach miłka – dzięki mrówkom nasiona docierają do gleby. Nasiona krótko zachowują zdolność do kiełkowania tworząc krótkotrwały bank nasion, przy czym zdolność kiełkowania jest niska – w optymalnych warunkach kiełkuje maksymalnie 20–50% nasion. Siewki cechują się dużą śmiertelnością powodowaną przez susze w okresie letnim i mrozy zimą. W efekcie rozmnażanie za pomocą nasion bywa skuteczne tylko w niektórych latach, wyróżniających się deszczowym okresem od czerwca do sierpnia. Dlatego istotne dla gatunku znaczenie ma rozmnażanie wegetatywne, dzięki któremu corocznie roślina rozwija nowe pędy, z wiekiem tworząc okazałe kępy. Rozrastanie się w ten sposób nie jest jednak nieograniczone, bowiem wraz z rozwojem kłącza z jednej strony, zamiera ono na starszym końcu.
Miłek wiosenny rośnie na glebach zasobnych w węglan wapnia, często płytkich, w miejscach suchych i nasłonecznionych. W południowo-wschodniej Europie rośnie często na czarnoziemach. Występuje w naturalnych i półnaturalnych stepach, a poza zasięgiem tej formacji w murawach kserotermicznych, poza tym w zaroślach i na skrajach lasów. Jest gatunkiem charakterystycznym dla muraw z rzędu Festucetalia valesiacae oraz zespołu Adonido-Brachypodietum. 
Liczba chromosomów 2n = 16.
Roślina trująca: Cała roślina jest trująca. Dawka śmiertelna dla konia wynosi 25 g suchej rośliny i kilkakrotnie przewyższa dawkę leczniczą. U ludzi objawami zatrucia są: mdłości, wymioty, skurcze i paraliże, zaburzenia widzenia, a przy dużych dawkach śmierć spowodowana zatrzymaniem pracy serca.

## Zagrożenia i ochrona
Pozyskiwanie roślin z naturalnych stanowisk przez zielarzy i z powodu walorów ozdobnych spowodowało zanik lub zmniejszenie się wielu populacji na wielu obszarach w obrębie zasięgu gatunku. Coroczne pozyskiwanie do celów leczniczych części pędów osłabia rośliny ograniczając intensywność wzrostu i kwitnienia, a czasem też je zabija, jeśli pędy ścinane są zbyt nisko. Siedliska na terenach nizinnych i żyznych glebach zajmowane są przez grunty rolne. Gatunek wrażliwy jest na nawożenie, stosowanie herbicydów i wszelkie prace polowe. Zagrażają mu także: intensyfikacja wypasu, urbanizacja, a także zalesianie siedlisk. 
W Polsce gatunek został objęty ścisłą ochroną gatunkową. W Czerwonej liście roślin i grzybów Polski gatunek uznany za narażony (kategoria zagrożenia V VU). Gatunek wymieniony jest także w załączniku II Konwencji Waszyngtońskiej CITES, wprowadzającej ograniczenie w obrocie handlowym tym gatunkiem.

## Zastosowanie
- Roślina lecznicza
  - Surowiec zielarski: kwitnące ziele (Herba Adonidis vernalis) zawiera glikozydy kardenolidowe i flawonoidy (witeksyna, luteolina), w większych ilościach niż u miłka letniego.
  - Działanie: uspokajające, przeciwobrzękowe i moczopędne, substancje zawarte w roślinie wzmacniają też mięsień sercowy i zwiększają siłę jego skurczu z równoczesnym zmniejszeniem ich częstotliwości[13].
  - Zastosowanie: wewnętrznie stosuje się wyciągi alkoholowe przy osłabieniu mięśnia sercowego, przewlekłej niewydolności krążenia, nerwicy serca, miażdżycy naczyń wieńcowych[13]. Leczenie może odbywać się tylko pod kontrolą lekarza. Ziele miłka należy do surowców silnie działających, nie wolno więc przekraczać zalecanych dawek preparatów, gdyż może to spowodować nudności, wymioty, zwolnienie akcji serca i inne objawy zatrucia. Przetwory z miłka stosuje się tylko z przepisu lekarza[14].
- Roślina ozdobna: chętnie sadzona w przydomowych ogródkach, w ogrodach skalnych, także w założeniach naturalistycznych[15].

## Uprawa
Najlepiej rośnie na słonecznym, ale osłoniętym od wiatru stanowisku, na wilgotnej, próchnicznej glebie. Rozmnaża się go przez podział rozrośniętych kęp (po przekwitnięciu) lub przez wysiew nasion dokonywany tuż po ich zbiorze, ewentualnie według niektórych źródeł jesienią lub wczesną wiosną (inne podkreślają jednak krótkotrwałą zdolność kiełkowania). Nasiona sieje się na głębokość 1 cm. Kiełkują one trudno i nierównomiernie, czasem w kolejnym roku od wysiania. Na kiełkowanie wpływ ma świeżość nasion i stopień ich wykształcenia. W pierwszym roku rozwoju siewki są bardzo delikatne i łatwo ulegają chorobom, dlatego zaleca się podlewanie ich preparatami grzybobójczymi.